# Крутово (Пошехонский район)
Крутово — деревня в Пошехонском районе Ярославской области России. Входит в состав Пригородного сельского поселения.

## География
Деревня находится в северной части области, в подзоне южной тайги, на расстоянии примерно 46 километров (по прямой) к северо-востоку от города Пошехонье, административного центра района. Абсолютная высота — 155 метров над уровнем моря.

### Климат
Климат характеризуется как умеренно континентальный, с продолжительной холодной зимой и коротким умеренно тёплым летом. Среднегодовая температура воздуха — +2,9…+3,5 °C. Годовое количество атмосферных осадков — 500—750 мм, из которых большая часть выпадает в тёплый период. Преобладающее направление ветра юго-западное.

### Часовой пояс
Крутово, как и вся Ярославская область, находится в часовой зоне МСК (московское время). Смещение применяемого времени относительно UTC составляет +3:00.

## Население
| 2007 | 2010 |
| ---- | ---- |
| 0    | →0   |